# 四棵树乡 (大安市)
四棵树乡，是中华人民共和国吉林省白城市大安市下辖的一个乡镇级行政单位。

## 行政区划
四棵树乡下辖以下地区：
四棵树村、治安村、南山湾村、铁西村、来宝村、头段村、青山村、德昌村、大洼村、三合村、大围子村、双榆树村、新立村、建设村、腰围村、良种场村和榆树村。